# Département de Trenel
Pour les articles homonymes, voir Trenel.
Le département de Trenel est une des 22 subdivisions de la province de La Pampa, en Argentine. Son chef-lieu est la ville de Trenel.
Le département a une superficie de 1 955 km2. Sa population était de 5 324 habitants au recensement de 2001 (source : INDEC).

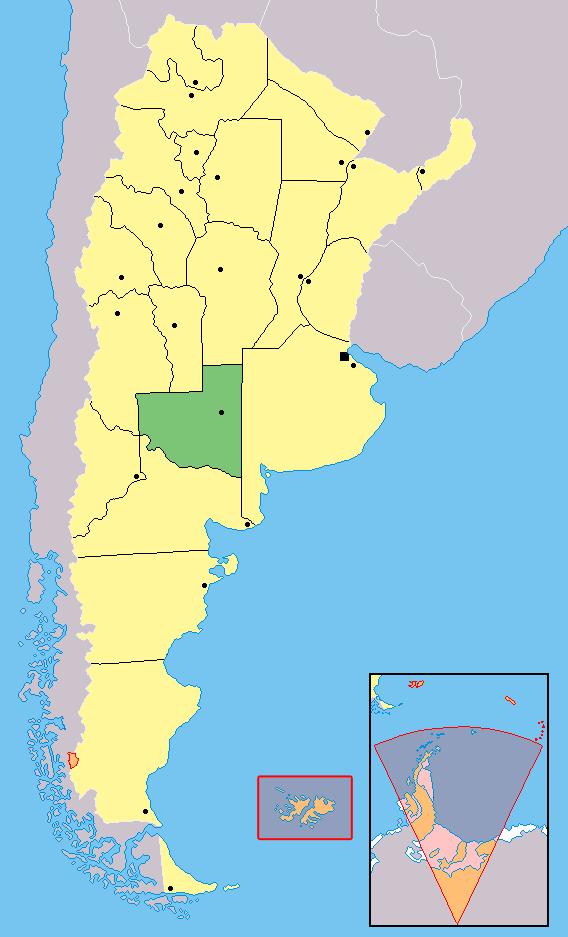
Localisation de la province de La Pampa en Argentine.

## Villes et localités
- Arata
- Metileo
- Trenel, chef-lieu